# Masahito de Hitachi
Masahito de Hitachi (常陸宮 正仁 親王 殿下, Hitachi-no-miya Masahito shinnō denka), plus généralement appelé le prince de Hitachi (常陸宮, Hitachi-no-miya), né le 28 novembre 1935 à Tokyo, est un cancérologue et membre de la famille impériale japonaise, sixième enfant et second fils du défunt empereur Shōwa (Hirohito) et de l'impératrice Kōjun (Nagako), il est le frère cadet de l'empereur du Japon Akihito et le seul oncle paternel de l'actuel empereur, Naruhito. Il est actuellement troisième dans l'ordre de succession au trône du chrysanthème, derrière son autre neveu le prince héritier Fumihito d'Akishino ainsi que son petit-neveu le prince Hisahito d'Akishino (né en 2006, fils du prince Fumihito).

## Biographie

### Jeunesse et éducation

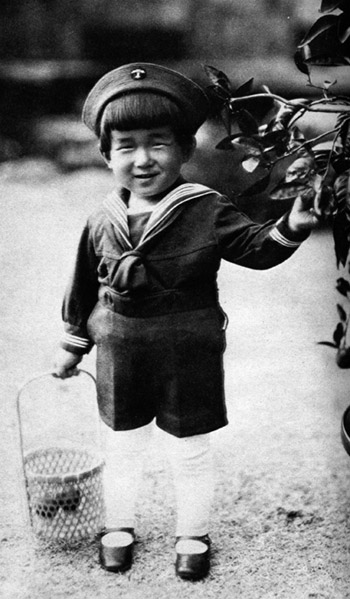
Le prince Masahito de Yoshi enfant, en 1939

Né au Kōkyo, ou palais impérial de Tokyo, le 28 novembre 1935, il reçoit le septième jour après sa naissance, soit le 4 décembre 1935, le nom personnel (ou prénom) de 正仁 (Masahito), unissant les kanji 正 (masa-, tada-, sei, shō), qui implique le champ lexical de la justice, de l'exactitude, et 仁 (-hito, jin, ni) qui lui renvoie à la vertu, à la bienveillance, à la piété et au lien entre l'humanité et le ciel, et servant de suffixe à pratiquement tous les noms personnels des fils de la famille impériale depuis le XIe siècle. Son prénom peut ainsi être traduit littéralement par « Juste vertu ». Il reçoit également à sa naissance le titre de prince de Yoshi (義宮, Yoshi-no-miya), le kanji 義 (yoshi, gi) se rapportant une nouvelle fois au thème de la justesse, de la moralité ainsi que du respect des règles.
Il reçoit également, le même jour que ses noms, son emblème personnel (お印, o-shirushi) : le magnolia compressa (黄心樹, ogatamanoki).
Comme le veut la tradition, il est dès son plus jeune âge, à l'instar de ses frères et sœurs, séparé de ses parents pour être élevé par des chambellans du palais impérial et des précepteurs privés. Il effectue sa scolarité primaire et secondaire au département des garçons de Gakushūin, école réservée alors aux enfants de l'aristocratie. Il quitte toutefois avec son frère aîné Akihito Tokyo entre la fin de 1944 et 1945, le ministère de la Maison impériale ayant en effet décidé de mettre à l'abri les deux héritiers directs du trône japonais à Nikkō, dans l'intérieur des terres, la capitale étant bombardée par l'aviation américaine. Après la capitulation japonaise, les enfants du couple impérial reçoivent pour tutrice, entre 1947 et 1950, l'américaine Elizabeth Gray Vining qui les initie à l'anglais et à la culture occidentale.

### Un spécialiste reconnu de la recherche sur le cancer
Un des tout  premiers membres de la famille impériale à suivre des études supérieures, et surtout à en sortir diplômé, il étudie ainsi la chimie à la faculté des sciences de l'université Gakushūin jusqu'à l'obtention de son diplôme en 1958, et parfait par la suite ses connaissances sur la division cellulaire à la faculté des sciences de l'université de Tokyo.
En 1969, il devient chercheur associé de la Fondation japonaise de recherche sur le cancer, et il en est le président d'honneur depuis 2001. Les résultats de ses travaux sont depuis lors reconnus dans le monde entier, et il a été publié dans de prestigieuses revues spécialisées dont celle de l'Association japonaise contre le Cancer, du Japan-America Workshop ou de l'Association américaine pour la recherche sur le Cancer. Il est Docteur honoris causa de l'université George-Washington à Washington DC (en 1997) et de l'université du Minnesota (en 2001), il est également depuis 1999 membre d'honneur de l'Association allemande de recherche sur le cancer, étant le premier étranger à être introduit dans cette institution.
Il est également, toujours dans le domaine de la recherche médicale, président d'honneur de l'Association Pasteur-Japon et vice-président d'honneur de la Croix-Rouge japonaise.

### Mariage et famille
Le 30 septembre 1964, il épouse Hanako Tsugaru, née en 1940, fille de Yoshitaka Tsugaru, qui était comte au sein de l'ancienne kazoku (ou aristocratie japonaise) abolie en 1947, et descendante des daimyos de Tsugaru. Le lendemain, comme le veut la loi et la tradition, il est autorisé à fonder sa propre branche cadette de la famille impériale et reçoit à l'occasion son titre officiel et définitif de prince de Hitachi (常陸宮, Hitachi-no-miya), en référence à l'ancienne province de Hitachi de l'époque d'Edo.
Le prince et la princesse de Hitachi n'ont eu aucun enfant.

## Obligations officielles

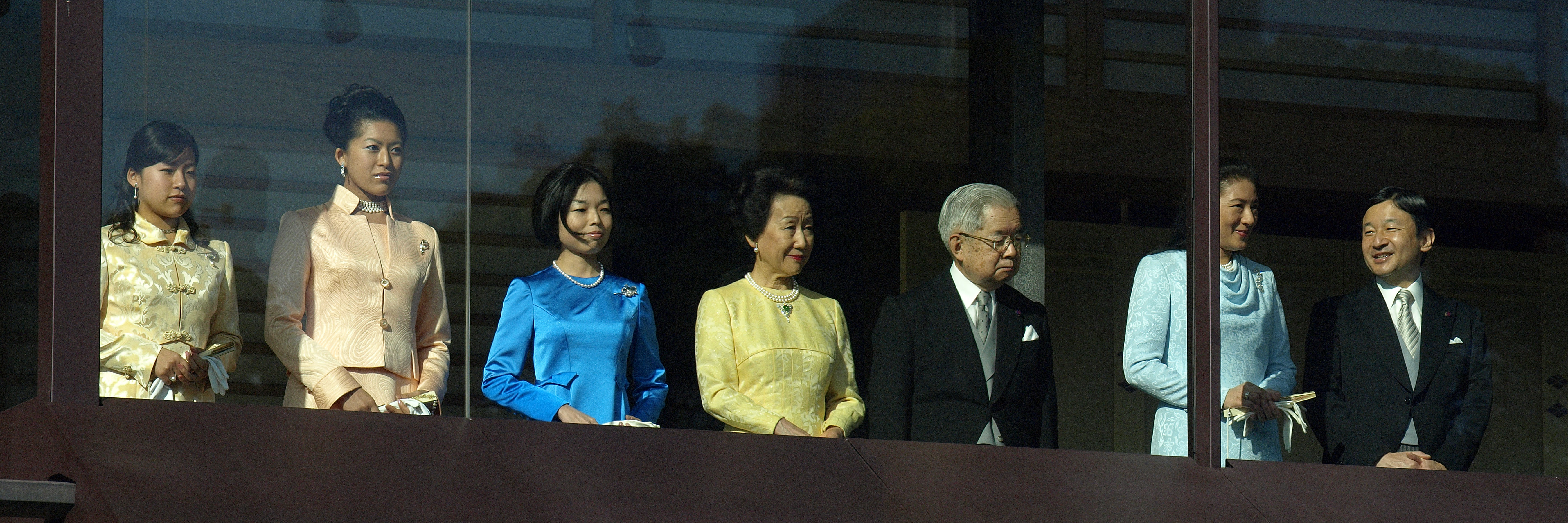
Le prince de Hitachi (3e à dr.) et son épouse la princesse Hanako (à sa droite), aux côtés d'autres membres de la famille impériale lors de la salutation traditionnelle du Nouvel An au balcon du palais impérial, le 2 janvier 2011

En tant que prince impérial et frère puis oncle de l'empereur, le prince de Hitachi a certaines obligations officielles, essentiellement symboliques, de représentation ainsi que de participation à des œuvres caritatives.
Le prince a tout d'abord un rôle, comme tous les membres de la famille impériale, de représentation de son pays à l'international, ce qui l'a amené à effectuer, avec son épouse, plusieurs voyages officiels de par le monde. Il est ainsi président de la Maison franco-japonaise, de la Société Japon-Danemark, président honoraire de la Société Japon-Suède et de la Société Japon-Belgique, et a représenté son pays au Nicaragua et au Salvador en octobre 2005 pour marquer le 70e anniversaire de l'établissement des relations diplomatiques avec ces deux États d'Amérique latine.
Il est de plus membre du Conseil de la maison impériale, en tant que l'un des deux représentants titulaires élus par l'impératrice et les autres princes et princesses, depuis 2007, après l'avoir été une première fois de 1989 à 1991 en remplacement de son frère aîné, alors devenu empereur. Il a été membre de réserve de ce conseil de 1987 à 1989 et de 1991 à 2007. Son épouse, la princesse Hanako, est l'autre membre titulaire de ce Conseil depuis 2007. Ils avaient à l'époque remplacé le couple princier de Mikasa, les doyens de la famille impériale.
Ses obligations officielles consistent également en des œuvres de charité et sociales, en tant que président de la Société japonaise pour les Enfants handicapés, de la Société japonaise pour la Réhabilitation des Personnes souffrant d'un handicap, ainsi que son intérêt tout particulier pour la recherche sur le cancer.
Dans le domaine plus général du soutien à la recherche dans divers domaines autres que ceux de la médecine et de la cancérologie, il est président de l'Institut japonais pour l'Invention et l'Innovation, de la fondation Dainippon Silk qui encourage la recherche concernant la sériciculture.
Il est également très présent dans le milieu associatif lié aux loisirs, aux sports ou aux arts, étant notamment président de la Japan Art Association qui décerne le prestigieux prix du Praemium Imperiale, ce qui l'a amené à se rendre dans les différents pays où, chaque année, la remise de ce prix a lieu (à New York aux États-Unis notamment en 1999, ou encore à Paris en France en 2007). Sur le plan sportif, il est président de l'association de basket-ball amateur du Japon. À ce titre, il a joué un rôle officiel de premier plan lors des cérémonies et des remises de récompense du championnat du monde de basket-ball masculin de 2006 qui s'est déroulé au Japon,.
Enfin, ses activités caritatives touchent également la défense des animaux et la zoologie, puisqu'il est président de la Société japonaise de préservation des oiseaux et de la Société du parc zoologique de Tokyo.

## Résidence
La résidence officielle du prince et de la princesse de Hitachi, depuis décembre 1976, est un palais situé dans les importants jardins de Komazawadori dans le quartier de Higashi et l'arrondissement de Shibuya à Tokyo.